# Лесново
Лесново (мкд. Лесново) је насеље у Северној Македонији, у источном делу државе. Лесново је у саставу општине Пробиштип.
У селу Леснову се налази истоимени Манастир Лесново, задужбина деспота Оливера и изванредан пример српске средњовековне архитектуре на тлу данашње Македоније.

## Географија
Лесново је смештено у источном делу Северне Македоније. Од најближег града, Пробиштипа, насеље је удаљено 10 km источно.
Насеље Лесново се налази у историјској области Злетово, на јужним падинама Осоговских планина. Надморска висина насеља је приближно 890 метара. 
Месна клима је планинска због знатне надморске висине.

## Становништво
Лесново је према последњем попису из 2002. године имало 41 становника.
Претежно становништво у насељу су етнички Македонци (100%).
Већинска вероисповест месног становништва је православље.